# Necora puber
Navalheira é uma espécie de caranguejo muito comum em Portugal, podendo ser capturado com a técnica da negaça, cada vez menos utilizada em Portugal.
Navalheiras é o nome vulgar em língua portuguesa de um grupo de caranguejos portunídeos abundantes nas águas costeiras do Oceano Atlântico. Algumas espécies, como a Necora puber, têm importância comercial. A carapaça tem uma largura máxima de cerca de 10 cm, achatada e com cinco dentes de cada lado. A Necora puber tem a carapaça coberta por pelos, donde o seu nome.